# Писцис аустриниди
Писцис аустриниди су слаб (ЗХР 1 — 2, у максимуму 3 — 5) метеорски рој, ефективно видљив само са јужне хемисфере. Како се јављају у исто време када и Јужни δ-Аквариди, а имајући у виду близину радијаната, Писцис аустриниди дуго нису били уочени као посебан рој. Тек након опсежних радио-посматрања 1960-их је утврђено да је у питању посебан рој, и дефинисани параметри роја.